# Demencia con cuerpos de Lewy
La demencia con cuerpos de Lewy  (DCL) es la tercera causa de demencia detrás de la enfermedad de Alzheimer y la demencia vascular. Se considera una prevalencia de alrededor del 10 al 20 por ciento del total de casos de demencia.
Junto con la demencia de la enfermedad de Parkinson, la DCL es una de las dos demencias con cuerpos de Lewy. Es una forma común de demencia, pero la prevalencia no se conoce con precisión y muchos diagnósticos se pasan por alto. La enfermedad fue descrita por primera vez en una autopsia realizada por Kenji Kosaka en 1976, y nombró la enfermedad varios años después.
Es una enfermedad neurodegenerativa. Su etiología no está aclarada. Su diagnóstico de certeza sólo puede hacerse post mortem, con la demostración de la presencia en la corteza frontal, parietal y temporal, y en la sustancia negra, de los cuerpos de Lewy, que designan a unas estructuras incluidas en las neuronas y que corresponden a degeneración de su citoplasma formadas por la acumulación anormal de proteínas, fundamentalmente de alfa-sinucleína, la cual se identifica con certeza mediante técnicas inmunohistoquímicas.
Es un trastorno del comportamiento del sueño REM (RBD, por sus siglas en inglés), en el que las personas pierden la parálisis muscular (atonía) que normalmente ocurre durante el sueño REM y representan sus sueños, es una característica central. El RBD puede aparecer años o décadas antes que otros síntomas. Otras características principales son las alucinaciones visuales, fluctuaciones marcadas en la atención o el estado de alerta y el parkinsonismo (lentitud de movimientos, dificultad para caminar o rigidez). Se puede hacer un diagnóstico presuntivo si hay varias características de la enfermedad o biomarcadores presentes. El diagnóstico puede incluir análisis de sangre, pruebas neuropsicológicas, imágenes y estudios del sueño. Un diagnóstico definitivo generalmente requiere una autopsia.
La mayoría de las personas con DCL no tienen familiares afectados, aunque ocasionalmente la DCL es hereditaria. Se desconoce la causa exacta, pero implica la formación de grupos anormales de proteínas en las neuronas de todo el cerebro. Manifestándose como cuerpos de Lewy (descubiertos en 1912 por Frederic Lewy) y neuritas de Lewy, estos grupos afectan tanto al sistema nervioso central como al autónomo. La función cardíaca y todos los niveles de la función gastrointestinal, desde la masticación hasta la defecación, pueden verse afectados, siendo el estreñimiento uno de los síntomas más comunes. También puede producirse presión arterial baja al ponerse de pie. La DCL suele causar síntomas psiquiátricos, como alteración del comportamiento, depresión o apatía.
Por lo general, la DCL comienza después de los cincuenta años, y las personas con la enfermedad tienen una esperanza de vida promedio, con amplia variabilidad, de alrededor de cuatro años después del diagnóstico. No existe cura ni medicación para detener el avance de la enfermedad, y es posible que las personas en las últimas etapas de la DCL no puedan cuidarse a sí mismas. Los tratamientos tienen como objetivo aliviar algunos de los síntomas y reducir la carga de los cuidadores. Los medicamentos como el donepezilo y la rivastigmina pueden mejorar temporalmente la cognición y el funcionamiento general, y la melatonina se puede usar para los síntomas relacionados con el sueño. Por lo general, se evitan los antipsicóticos, incluso para las alucinaciones, porque se producen reacciones graves en casi la mitad de las personas con DCL, y su uso puede provocar la muerte. El manejo de los diferentes síntomas es un desafío, ya que involucra múltiples especialidades y la educación de los cuidadores.
Los síntomas de la enfermedad incluyen la presencia de deterioro cognitivo, similar a lo que se puede observar en la demencia tipo Alzheimer, además de la aparición de síntomas de parkinsonismo (lentitud de movimientos, rigidez articular y a veces temblor), alucinaciones, delirios o respuestas anormales a diversos fármacos. Las fluctuaciones son otro de los síntomas cardinales de la enfermedad.
Hasta la aparición en 1996 de los criterios diagnósticos del Taller Internacional del Consorcio para la Demencia con Cuerpos de Lewy, los casos de esta enfermedad solían ser erróneamente clasificados como enfermedad de Alzheimer (EA), enfermedad de Parkinson (EP) o la superposición de ambas.
Aún hoy la demencia con cuerpos de Lewy es infradiagnosticada clínicamente. Constituye más del 10 % de todos los casos de demencia que llegan a la necropsia, pero los estudios de muestras clínicas informan que sólo alrededor de un 5 % tienen el síndrome de DCL.

## Epidemiología
Se cree que podría constituir del 10 % al 36 % de las demencias, sólo sobrepasada por la enfermedad de Alzheimer, a la que frecuentemente se asocia. La edad de comienzo suele ser entre los 50 y los 70 años. 
Aunque la mayor parte de la DCL es esporádica, hay unas cuantas familias en las que DCL y EP están determinadas genéticamente por anormalidades en el gen de la α-sinucleína, la proteína que se cree que está más implicada en la formación de los cuerpos de Lewy. El gen puede tener una mutación, o presentar secuencias de repetición (duplicación o triplicación).

## Histología
El hallazgo histológico definitorio de la demencia con cuerpos de Lewy es la presencia en las neuronas corticales de los denominados cuerpos de Lewy (CL), inclusiones citoplasmáticas eosinófilas y redondeadas cuyo principal componente es la α-sinucleína, además de ubiquitina y proteínas de neurofilamento. Aparecen también abundantes placas de amiloide (como las de la enfermedad de Alzheimer), y escasos ovillos neurofibrilares.
Tan solo alrededor del 10-20 % de los casos de demencia con cuerpos de Lewy son "puros", es decir, sin otras alteraciones histopatológicas acompañantes, otro 10-20 % de casos presenta suficiente patología de placas y ovillos para ser acreedor de un diagnóstico histopatológico concomitante de enfermedad de alzheimer. La mayoría de los casos de DCL tiene alguna histopatología del tipo Alzheimer, habitualmente placas de amiloide neocorticales e hipocámpicas. La mayor parte de estos casos tendrá las características clínicas típicas de la demencia con cuerpos de Lewy.

## Neuroimagen
En comparación con la enfermedad de Alzheimer, la atrofia del lóbulo temporal es menos pronunciada en la demencia con cuerpos de Lewy, mientras que la atrofia cerebral difusa (con su correspondiente dilatación ventricular ex vacuo) y las intensidades periventriculares y de la sustancia blanca tampoco diferencian la demencia con cuerpos de Lewy de la enfermedad de Alzheimer o de la Demencia Vascular. Los estudios de neuroimagen funcional con SPECT (tomografía computadorizada de emisión de fotón único) y PET (tomografía de emisión de positrones) han mostrado una hipoactividad parietotemporal similar en la enfermedad de Alzheimer y en la demencia con cuerpos de Lewy, mientras que la hipoactividad occipital es más pronunciada en esta última.
La función dopaminérgica nigroestriatal puede visualizarse mediante trazadores específicos para los transportadores presinápticos de la dopamina (por ejemplo, mediante el carboximetoxi-iodofenil-tropano [CIT]-SPECT o PET). Estudios que han utilizado este método han encontrado una función dopaminérgica gravemente deteriorada en la demencia con cuerpos de Lewy, anormalidad que comparte con la enfermedad de Parkinson pero no con la enfermedad de Alzheimer. Estos hallazgos sugieren que el [CIT]-SPECT podría ser útil en el diagnóstico diferencial entre la enfermedad de Alzheimer y la demencia con cuerpos de Lewy.

## Genética
El estudio genético no se puede recomendar como parte del estudio diagnóstico rutinario. La mayor parte de los casos de demencia con cuerpos de Lewy son esporádicos, y solo hay unos pocos casos de familias con enfermedad con CL autosómica dominante. El alelo APOE-ε4 (alelo ε4 de la apolipoproteína E) está muy difundido entre los casos de DCL, como ocurre en la EA, aunque ocurre menos en la EP.
La mutación APP717 (proteína precursora de amiloide 717), por su parte, es un loci de riesgo para DCL y puede estar asociada a enfermedad de Alzheimer familiar y a cuerpos de Lewy en la corteza cerebral muy abundantes.
Recientemente, estudios de secuenciación han aumentado el conocimiento de la relación entre la genética y la demencia con cuerpos de Lewy. Se ha confirmado que hay asociación entre las mutaciones de los genes APOE, GBA, SNCA, BIN1 Y TNEM175 con esta enfermedad. Los cinco, además, están asociados o al Alzheimer (en el caso de APOE, GBA, Y BIN1) o al Parkinson (en el caso de SNCA y TNEM175). En general, los nuevos estudios de secuenciación masiva de genomas indican que la demencia con cuerpos de Lewy tiene varios loci de riesgo y está asociada tanto al Parkinson como al Alzheimer.

## Síntomas
La característica principal es una demencia de curso progresivo. Son típicos los déficits en la atención y en la función ejecutiva. Una alteración prominente de la memoria puede no ser evidente en las fases iniciales y aparecer de forma progresiva a medida que la enfermedad avanza. Algunos de los síntomas que presentan los pacientes con demencia con cuerpos de Lewy son los siguientesː
- Breves episodios de confusión sin causa aparente. Es posible que el enfermo durante un periodo de tiempo variable se desoriente y no sepa dónde se encuentra o la hora que es, en otras ocasiones tiene dificultad para hablar por no encontrar las palabras adecuadas o no es capaz de encontrar el camino de vuelta a casa. En ocasiones existe falta de atención, dificultad para la toma de decisiones y pérdida de comprensión. Los síntomas de deterioro de la capacidad cognitiva pueden variar considerablemente de un día a otro, por lo que el paciente puede conversar con normalidad en algunas ocasiones y no en otras. Estos síntomas se consideran típicos de la demencia con cuerpos de Lewy, pero pueden aparecer también en otros tipos de demencia, como en la enfermedad de Alzheimer.

- Existencia de alucinaciones visuales muy llamativas, pueden aparecer también alucinaciones auditivas (escuchar sonidos inexistentes), olfativas y táctiles (tocar cosas que en realidad no existen).

- Dificultad de la movilidad similares a los que presentan los enfermos de enfermedad de Parkinson, por ejemplo rigidez excesiva, postura flexionada, falta de movimiento de los brazos al caminar, tendencia a las caídas, movimientos lentos y temblores.

## Evolución de la enfermedad
La enfermedad cursa con empeoramiento progresivo, la duración media de la vida tras el diagnóstico es de 5 o 6 años (con un rango de 2 a 20 años), el ritmo de progresión viene a ser de unos 4 o 5 puntos al año en el Mini Mental State Examination de Folstein. En comparación con controles sanos, la función cognitiva de los pacientes con demencia con cuerpos de Lewy está deteriorada en todas sus áreas, con gran variabilidad. En comparación con la enfermedad de Alzheimer, los pacientes con demencia con cuerpos de Lewy pueden mostrar un deterioro menos grave de la memoria, pero más discapacidad visuoperceptiva, visuoespacial y constructiva.

## Diagnóstico diferencial
La enfermedad guarda muchas similitudes con otros tipos de demencia, sobre todo con la demencia de la enfermedad de Alzheimer y la demencia vascular. Los síntomas motores se parecen mucho a los que existen en la enfermedad de Parkinson. Por otra parte hay que tener en cuenta otros procesos neurológicos y psiquiátricos que producen alucinaciones, las cuales pueden aparecer en la mayor parte de los trastornos degenerativos cerebrales. Existen por otra parte numerosos trastornos psicóticos como la esquizofrenia que cursan con delirio y es preciso distinguir el proceso de los síntomas del delirio que aparece en otros muchos procesos de causa orgánica, por ejemplo el delirium tremens de los enfermos alcohólicos.

## Tratamiento
No existe ningún tratamiento capaz de modificar la evolución de la enfermedad. El tratamiento sintomático tiene como condiciones previas el diagnóstico preciso y la identificación de los síntomas más prominentes en cada paciente. El médico debe evaluar tanto el estado cognitivo como los trastornos psiquiátricos y motores.
- Medidas no farmacológicas.

La mejora de los trastornos sensoriales potencialmente tratables, como las posibles alteraciones de la audición o de la visión, puede reducir las alucinaciones y las caídas. La reducción de los factores de riesgo del entorno (luz deficiente, alfombras con las que se pueda tropezar, escalones.), y otras medidas como el uso de protectores (de cadera, por ejemplo) pueden minimizar tanto las caídas como sus consecuencias. 
- Medidas farmacológicas.

Puede utilizarse un inhibidor de la colinesterasa para los síntomas psicóticos, a menudo con efectos beneficiosos sobre la apatía, la ansiedad, los trastornos del sueño y las alucinaciones. Deben intentar evitarse algunos medicamentos por sus efectos secundarios. Los medicamentos con efectos anticolinérgicos pueden empeorar el estado cognitivo, exacerbar los síntomas psicóticos o provocar hipotensión ortostática. Las medicaciones antiparkinsonianas pueden contribuir a la confusión y a las alucinaciones, y deberían reducirse a la dosis más baja de monoterapia con levodopa que sea efectiva.